# Папа Буба Діоп
Папа́ Буба́ Діоп (фр. Papa Bouba Diop, 28 січня 1978, Дакар — 29 листопада 2020) — сенегальський футболіст, півзахисник.

## Клубна кар'єра
Народився 28 січня 1978 року в місті Дакар. Вихованець юнацьких команд футбольних клубів Espoir Dakar, Diaaraf Dakar та Vevey Sports.
У дорослому футболі дебютував 1996 року виступами за команду клубу «Ксамакс», в якій провів чотири сезони, взявши участь у 201 матчі чемпіонату.  Більшість часу, проведеного у складі «Ксамакса», був основним гравцем команди.
Протягом 2000—2001 років захищав кольори команди клубу «Грассгоппер». За цей час виборов титул чемпіона Швейцарії.
Своєю грою за останню команду привернув увагу представників тренерського штабу клубу «Ланс», до складу якого приєднався 2002 року. Відіграв за команду з Ланса наступні два сезони своєї ігрової кар'єри. Граючи у складі «Ланса» також здебільшого виходив на поле в основному складі команди.
2004 року уклав контракт з клубом «Фулхем», у складі якого провів наступні три роки своєї кар'єри гравця.  Тренерським штабом нового клубу також розглядався як гравець «основи».
З 2007 року три сезони захищав кольори команди клубу «Портсмут». 
Згодом з 2010 по 2012 рік грав у складі команд клубів АЕК та «Вест Хем Юнайтед».
До складу клубу «Бірмінгем Сіті» приєднався 2012 року. 
29 листопада 2020 року колишній півзахисник збірної Сенегалу помер у Парижі у віці 42 років від тривалої хвороби.

## Виступи за збірну
2001 року дебютував в офіційних матчах у складі національної збірної Сенегалу. Наразі провів у формі головної команди країни 63 матчі, забивши 11 голів.

## Досягнення
- Чемпіон Швейцарії:

«Грассгоппер»: 2000–01
- Володар Кубка Англії:

«Портсмут»: 2007-08
- Володар Кубка Греції:

«АЕК»: 2010–11
- Срібний призер Кубка африканських націй: 2002